# Panesthia luteoalata
Panesthia luteoalata är en kackerlacksart som beskrevs av Hanitsch 1937. Panesthia luteoalata ingår i släktet Panesthia och familjen jättekackerlackor. Inga underarter finns listade i Catalogue of Life.